# Moa géant de l'île du Nord
Dinornis novaezealandiae
Espèce
Synonymes
- Voir paragrephe #Synonymes

Le Moa géant de l'île du Nord (Dinornis novaezealandiae) est l'une des deux espèces étéintes et fossile de moa du genre Dinornis .

## Classification
L'espèce Dinornis novaezealandiae est décrite en par Owen,,.

### Synonymes
- Dinornis gracilis (Owen, 1855)[4]
- Dinornis ingens (Owen, 1844)[4]
- Dinornis potens (Hutton, 1891)[4]
- Dinornis strenuus (Hutton, 1893)[4]
- Dinornis struthoides (Owen, 1844)[4]
- Moa ingens (Reichenbach, 1850)[4]
- Movia ingens (Reichenbach, 1850)[4]
- Owenia struthoides (Gray, 1855)[4]
- Palapteryx ingens (Lydekker, 1891)[4]
- Palapteryx plenus (Hutton, 1891)[4]
- Dinornis giganteus Owen, 1844
- Owenia struthoides (Gray 1855)
- Dinornis gigas Owen, 1846 spelling lapse
- Moa ingens (Owen 1844) Reichenbach, 1850
- Movia ingens (Owen 1844) Reichenbach, 1850
- Dinornis dromioides Oliver 1930 non Owen 1846
- Dinornis hercules Oliver 1949
- Dinornis gazella Oliver 1949
- Dinornis excelsus Hutton, 1891
- Dinornis firmus Hutton, 1891
- Tylopteryx struthoides (Owen 1844) Hutton, 1891
- Palapteryx ingens (Owen 1844) Haast 1869

## Taxonomie

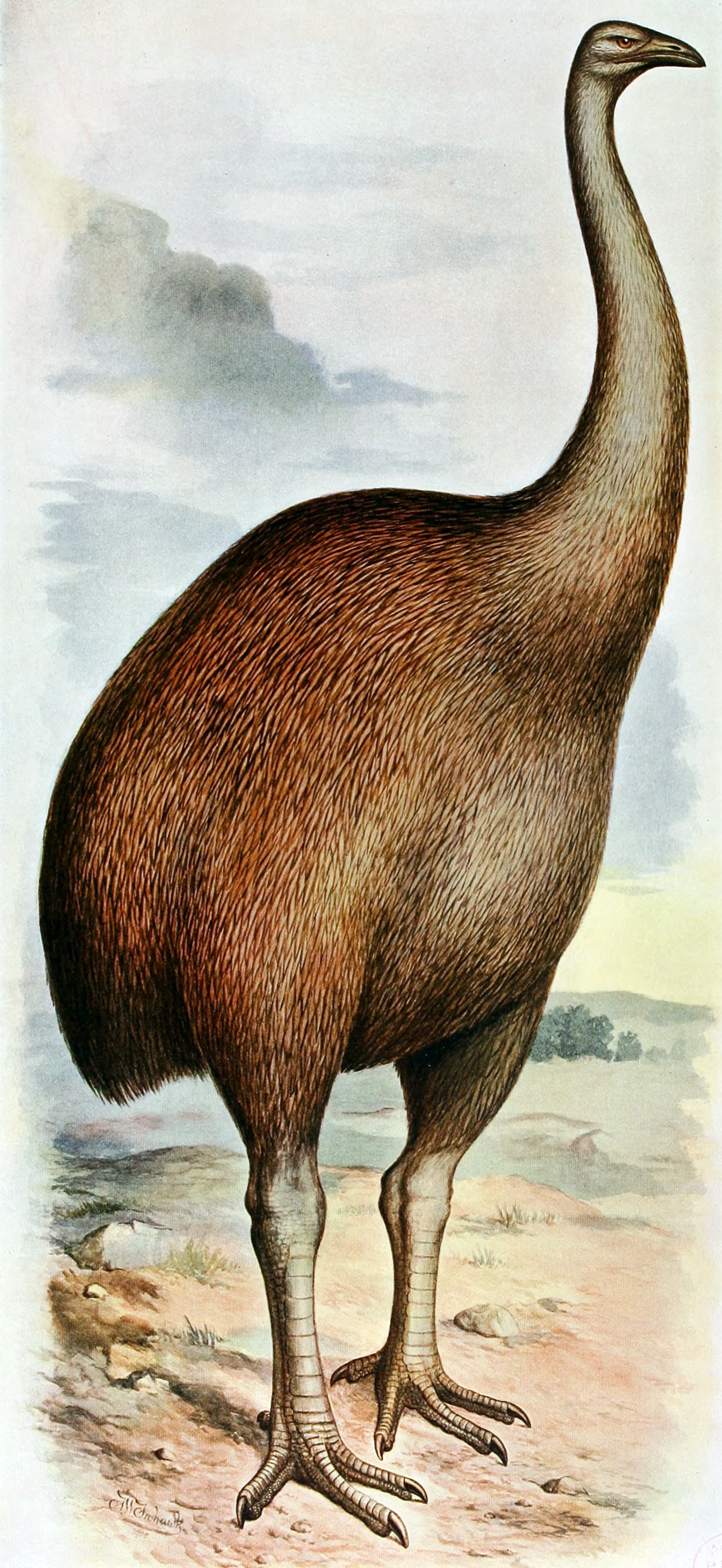
Représentation par Frohawk.

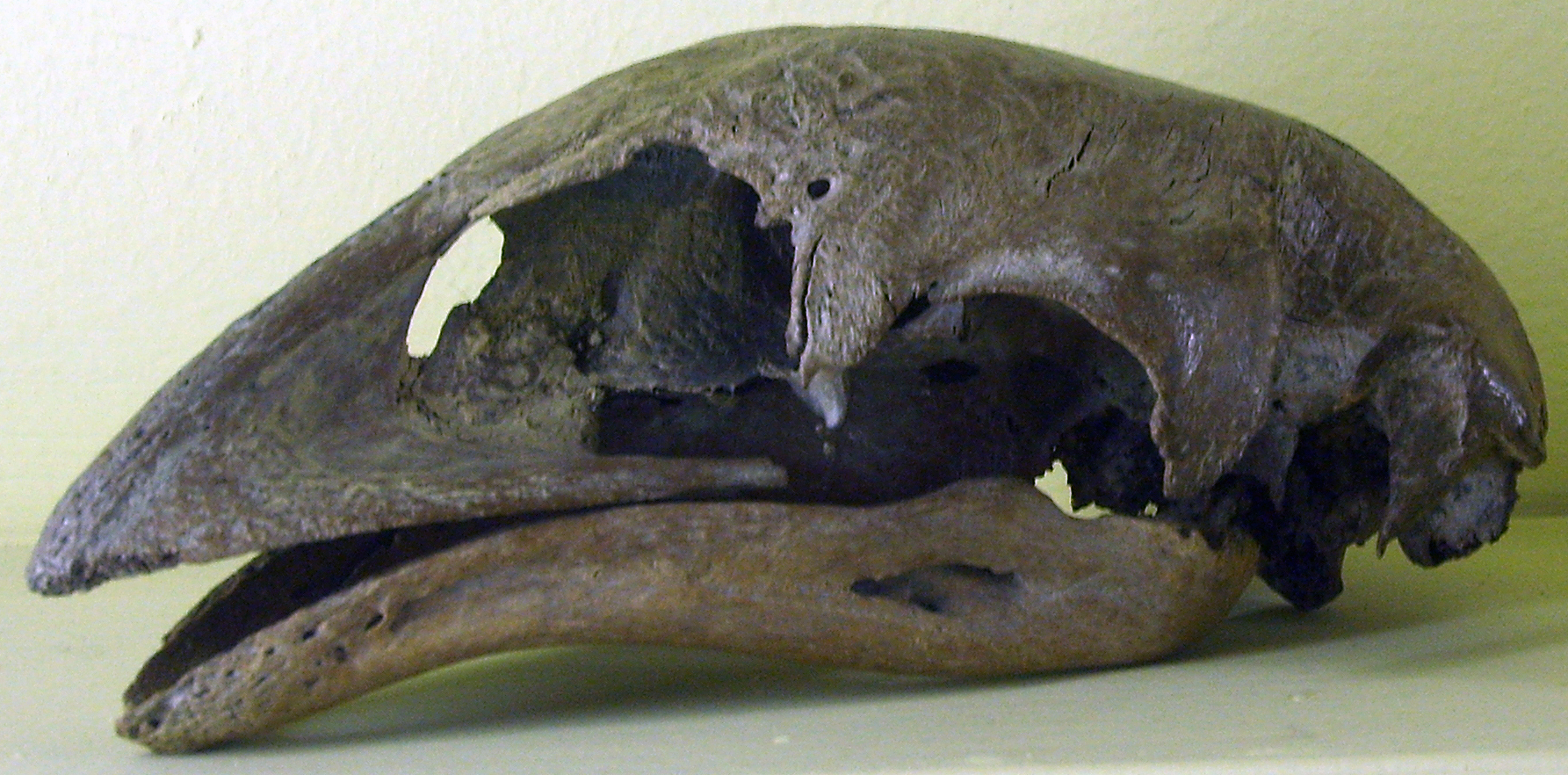
Crâne du Museum für Naturkunde, Berlin.

C'est une espèce de Ratites de l'ordre des Dinornithiformes. Les Dinorthiformes sont des oiseaux incapables de voler avec un sternum mais sans quille. Ils ont aussi un palais distinctif. L'origine de ces oiseaux devient de plus en plus claire car on pense maintenant que les premiers ancêtres de ces oiseaux ont pu voler et se sont envolés vers les régions du sud où ils ont été trouvés.

## Habitat
Cette espèce de moa vivait sur l'île du nord de la Nouvelle-Zélande dans les basses terres (zones arbustives, prairies , dunes et forêts).